# Potamoúla Trichonídos
Potamoúla Trichonídos (Potamoula Trichonidos) är en ort i Grekland.   Den ligger i prefekturen Nomós Aitolías kai Akarnanías och regionen Västra Grekland, i den centrala delen av landet, 220 km väster om huvudstaden Aten. Potamoúla Trichonídos ligger 237 meter över havet och antalet invånare är 206.
Terrängen runt Potamoúla Trichonídos är huvudsakligen kuperad, men åt nordost är den bergig. Runt Potamoúla Trichonídos är det tätbefolkat, med 266 invånare per kvadratkilometer. Närmaste större samhälle är Agrínio, 16,1 km söder om Potamoúla Trichonídos. I omgivningarna runt Potamoúla Trichonídos växer i huvudsak blandskog.